# Baryssinus marcelae
Baryssinus marcelae är en skalbaggsart som beskrevs av Martins och Monné 1974. Baryssinus marcelae ingår i släktet Baryssinus och familjen långhorningar. Inga underarter finns listade.